# Lijst van oorlogsmonumenten in Zeeland

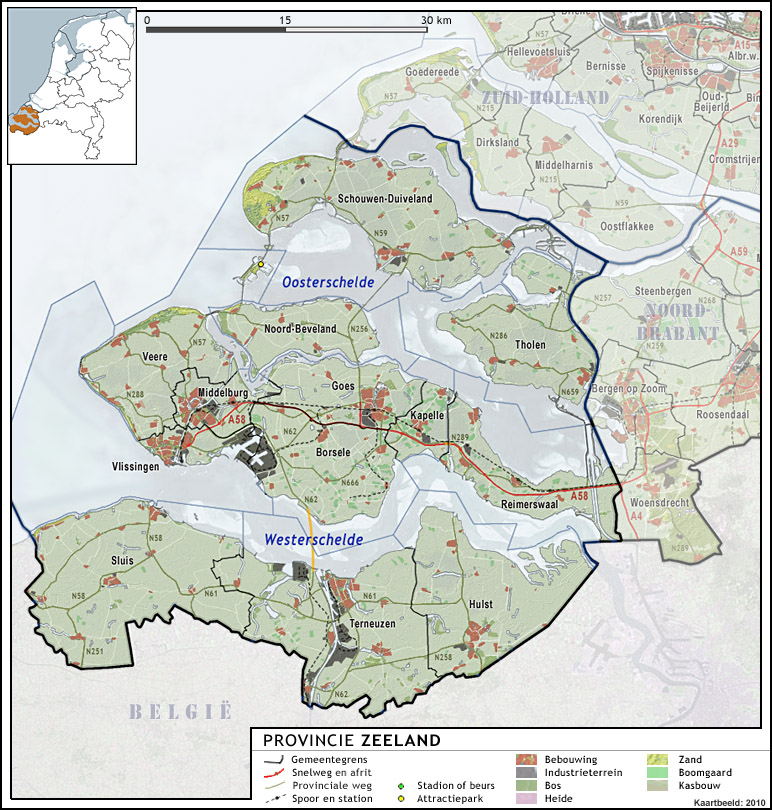
Zeeland

In de volgende gemeenten in Zeeland bevinden zich oorlogsmonumenten:
- Borsele
- Goes
- Hulst
- Kapelle
- Middelburg
- Noord-Beveland
- Reimerswaal
- Schouwen-Duiveland
- Sluis
- Terneuzen
- Tholen
- Veere
- Vlissingen